# SCAMPI
SCAMPI (Standard CMMI Appraisal Method for Process Improvement) ist das Appraisal-Verfahren des Software Engineering Institutes (SEI) der Carnegie Mellon University, um die Umsetzung der Anforderungen eines Prozessmodells in einer Organisation zu evaluieren. SCAMPI ist eingetragenes Warenzeichen des SEI.
SCAMPI wurde ursprünglich für die Evaluierung von Organisationen gegenüber dem Prozessmodell CMMI entworfen, aber das Verfahren kann auch ebenso zur Überprüfung anderer Prozessmodelle wie ISO/IEC 12207 oder der DIN EN ISO 9001 verwendet werden.
Das Appraisal-Verfahren SCAMPI setzt die Anforderungen der Norm ISO/IEC 15504 an ein Bewertungsverfahren um.
Ein wichtiger Teil in diesem Verfahren ist das Sammeln und Bewerten von PIID ("Practice Implementation Indicator Database").